# بلا کوچاریان
بلا لوونی کوچاریان (ارمنی: Բելլա Լևոնի Քոչարյան؛ زادهٔ ۳۱ ژانویهٔ ۱۹۵۴) همسر روبرت کوچاریان، دومین رئیس‌جمهور ارمنستان می‌باشد. وی از ۹ آوریل ۱۹۹۸ تا ۹ آوریل ۲۰۰۸ بانوی اول ارمنستان بود.

## زندگی‌نامه
کوچاریان در ۳۱ ژانویهٔ ۱۹۵۴ در استپاناکرت به دنیا آمد و در سال ۱۹۷۸ از دانشگاه پزشکی دولتی ایروان فارغ‌التحصیل شد.

## نگارخانه

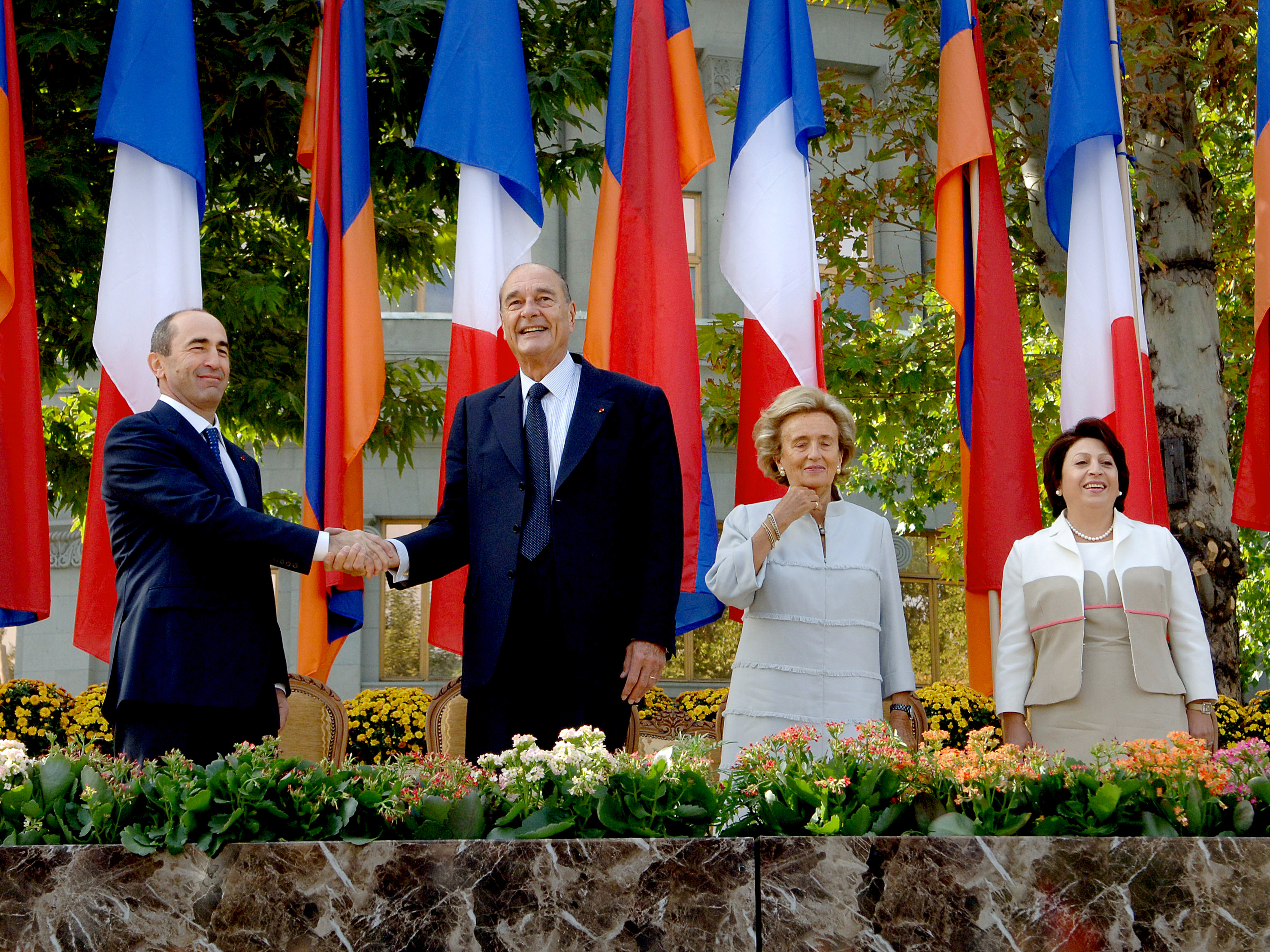
روبرت کوچاریان، ژاک شیراک، برنادت شیراک و بلا کوچاریان در ایروان
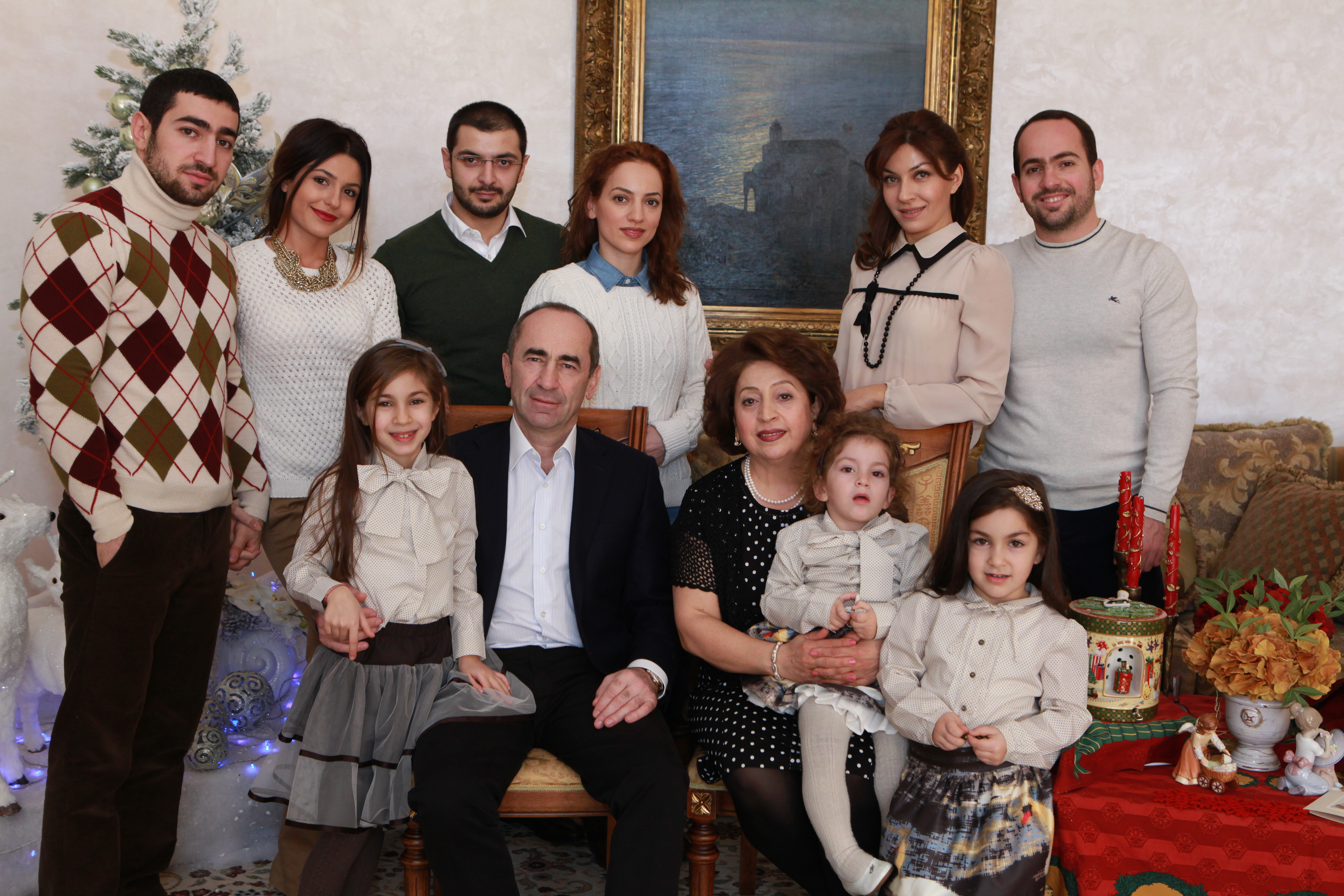
روبرت کوچاریان به همراه خانواده‌اش، ۲۰۱۳